# Confederación Sur y Centro Americana de Balonmano
La Confederación de Sur y Centro America de Balonmano es el organismo rector del deporte olímpico de balonmano y balonmano playa en América del Sur y América Central. Está afiliada a la Federación Internacional de Balonmano (IHF).
La COSCABAL cuenta con 19 países miembros ubicados en América del Sur y América Central. La COSCABAL, una de las seis confederaciones continentales de la IHF, se formó oficialmente el 5 de abril de 2019 en  Cali (Colombia). La sede de la COSCABAL se encuentra en  Santiago (Chile).

## Historia
El 14 de enero de 2018, durante la reunión del Consejo de la IHF, la Federación Panamericana de Balonmano por Equipos fue suspendida por la Federación Internacional de Balonmano y se dividió en dos confederaciones continentales, a saber, la Confederación de Balonmano de América del Norte y el Caribe y la Confederación de Balonmano de América del Sur y Central. La decisión del Consejo de la IHF se tomó sobre la base de que no hay signos de desarrollo en el nivel de balonmano y balonmano playa en los países de América del Norte, América Central y el Caribe. Hubo cierto desarrollo a nivel sudamericano, pero tampoco fue comparable con los otros continentes como Europa, Asia y África. Ningún equipo de las Américas había llegado a la etapa semifinal del Campeonato Mundial de Balonmano Masculino de la IHF y el Campeonato Mundial Juvenil Masculino de la IHF hasta la fecha. La PATHF apeló ante el Tribunal de Arbitraje Deportivo y anuló la decisión de la IHF.
En el Congreso Extraordinario de la IHF de 2019 se revisaron los estatutos de la IHF para agregar las nuevas federaciones.

## Miembros
Sudamérica
- Argentina
- Bolivia
- Brazil
- Chile
- Colombia
- Ecuador
- French Guiana
- Guyana ✝
- Paraguay
- Peru
- Uruguay
- Venezuela

Centroamérica
- Belize ✝
- Costa Rica
- El Salvador
- Guatemala
- Honduras
- Nicaragua
- Panama
- ✝ significa miembro no activo

## Torneos

### Selecciones nacionales
- Campeonato Sudamericano y Centroamericano de Balonmano Masculino
- Campeonato Sudamericano y Centroamericano de Balonmano Femenino
- Campeonato Sudamericano y Centroamericano de Balonmano Juvenil Masculino
- Campeonato Sudamericano y Centroamericano de Balonmano Juvenil Femenino
- Campeonato Sudamericano y Centroamericano de Balonmano Juvenil Masculino
- Campeonato Sudamericano y Centroamericano de Balonmano Femenino Juvenil
- Campeonato Centroamericano de Balonmano

### Club
- Campeonato Sudamericano y Centroamericano de Balonmano Masculino de Clubes
- Campeonato Sudamericano y Centroamericano de Balonmano Femenino de Clubes
- Campeonato Sudamericano y Centroamericano de Balonmano Juvenil de Clubes

### Playa
- Campeonato Sudamericano y Centroamericano de Balonmano Playa
- Campeonato Sudamericano y Centroamericano de Clubes de Balonmano Playa
- Campeonato Sudamericano y Centroamericano de Balonmano Playa Juvenil